# Капсийска култура
Капсийската култура, носеща името на съвременния тунизийски град Гафса, е мезолитна магребска култура в периода от 10-ото хилядолетие до 7-ото хилядолетие пр.н.е. Археологически паметници и артефакти от нея са разкрити на териториите на Тунис и Алжир.